# Dez Bryant
Desmond "Dez" Demond Bryant (nascido em 4 de novembro de 1988) é um jogador de futebol americano que joga como Wide Receiver na National Football League. Ele jogou futebol americano universitário na Universidade Estadual de Oklahoma, onde ganhou honras de All-American em 2008.
Ele foi selecionado pelo Dallas Cowboys na primeira rodada do Draft de 2010 da NFL e ganhou três seleções para o Pro Bowl e foi eleito para o Primeiro-Time do All-Pro jogador em 2014.

## Primeiros anos
Bryant nasceu em Condado de Galveston no Texas, mas acabou mudando-se para Lufkin, Texas, onde frequentou a Lufkin High School. Enquanto estava na Lufkin High School, ele jogou futebol americano. Em seu terceiro jogo, ele recebeu 48 passes para 1.025 jardas e 16 touchdowns. Bryant levou Lufkin para um recorde de 14-1, incluindo uma aparição nas semifinais da 5A Divisão II, onde perdeu por 46-28 para Southlake Carroll. Em seu último ano, Bryant teve 53 recepções para 1.207 jardas com 21 touchdowns e foi uma seleção All-State. Lufkin terminou a temporada com um recorde de 11-1 e perdeu por 38-25 para o Round Rock nos playoffs. Após a temporada, Bryant foi nomeado um All-American por Parade e SuperPrep.
Bryant também competiu no atletismo e foi um dos principais competidores do estado no salto triplo. Ele teve 14,56 segundos nos 110 m com barreiras e 40,70 segundos nos 300 m com barreiras. Ele também era membro dos times de revezamento 4×100-m e 4 × 200-m.

### Recrutamento
Considerado como um recruta de quatro estrelas pela Rivals.com, Bryant foi listado como o nono melhor prospecto de wide receiver na classe de 2007 e o segundo do Texas atrás apenas de Terrence Toliver. Recrutada por vários programas importantes, incluindo a maioria das escolas do Big 12, Bryant fez visitas oficiais a Texas A&M, Oklahoma State e Texas Tech, ele se comprometeu com Oklahoma State. Ele foi apenas o quarto Parade All-American a assinar com Oklahoma State desde 1985. 

## Carreira na Faculdade
Bryant frequentou Oklahoma State de 2007 a 2009 e foi membro do time de futebol americano Oklahoma State Cowboys, treinado por Mike Gundy. Como calouro em 2007, ele terminou em segundo na equipe com 43 recepções para 622 jardas e seis touchdowns em 12 jogos. Em um jogo contra a Universidade de Kansas, ele estabeleceu um recorde escolar de jardas em um jogo por um calouro com 155. No Insight Bowl de 2007, ele registrou nove recepções para 117 jardas e dois touchdowns em uma vitória por 49-33 contra o Indiana Hoosiers.
Bryant teve uma temporada estelar em 2008. Em 6 de setembro, contra Houston, ele teve nove recepções para 236 jardas e três touchdowns além de um retorno de punt para touchdown. No dia 27 de setembro, contra Troy, ele teve seis recepções para 118 jardas e três touchdowns. No próximo jogo, contra Texas A&M, ele teve 106 jardas, três touchdowns e um de retorno de punt para touchdown. No dia 1 de novembro, contra Iowa State, ele teve nove recepções para 171 jardas e quatro touchdowns Em 30 de dezembro, contra Oregon no Holiday Bowl, ele teve 13 recepções para 167 jardas e um touchdown.
Ele terminou a temporada de 2008 com 87 recepções para 1.480 jardas e 19 touchdowns, incluindo dois retornos de punt para touchdowns.
Bryant foi considerado inelegível para o resto da temporada de 2009 em 7 de outubro por violar um estatuto da NCAA. Ele não divulgou totalmente sua interação com Deion Sanders, um ex-jogador da NFL, para a NCAA.
Ele foi considerado o melhor wide receiver em 2009 e um possível candidato ao Heisman Trophy antes da suspensão.
Em três jogos, ele terminou com 323 jardas, quatro touchdowns e um retorno para touchdown.

### Estatísticas Universitária
| Negrito | Melhor da Carreira |

|          |                |    | Recepções | Recepções | Recepções | Recepções | Retornando | Retornando | Retornando | Retornando | Retornando | Retornando | Retornando | Retornando |
| Ano      | Equipa         | JD | Rec       | Jardas    | Média     | TD        | PR         | Jardas     | Média      | TD         | KR         | Jardas     | Média      | TD         |
| -------- | -------------- | -- | --------- | --------- | --------- | --------- | ---------- | ---------- | ---------- | ---------- | ---------- | ---------- | ---------- | ---------- |
| 2007     | Oklahoma State | 12 | 43        | 622       | 14,5      | 6         | 2          | 15         | 7,5        | 0          | 0          | 0          | 0          | 0          |
| 2008     | Oklahoma State | 13 | 87        | 1 480     | 17,0      | 19        | 17         | 305        | 17,9       | 2          | 4          | 100        | 25,0       | 0          |
| 2009     | Oklahoma State | 3  | 17        | 323       | 19,0      | 4         | 3          | 111        | 37,0       | 1          | 2          | 43         | 21,5       | 0          |
| Carreira | Carreira       | 28 | 147       | 2 425     | 16,5      | 29        | 22         | 431        | 19,6       | 3          | 6          | 143        | 23,8       | 0          |

### Prêmios e honrarias na Universidade
- 2007 Segunda-Equipe de calouro da All-América
- 2008 Primeira Equipe All-America pela AFCA-Coaches,[22] Associated Press, Walter Camp,[23] Sporting News,[24] Pro Football Weekly, Sports Illustrated[25]

## Carreira Profissional

### Draft da NFL
Em 5 de novembro de 2009, Bryant anunciou suas intenções de entrar no Draft de 2010 da NFL. Acreditava-se que ele fosse o melhor wide receiver disponível e que seria alvo do Denver Broncos, que tinha trocado seu receptor do Pro Bowl, Brandon Marshall, pro Miami Dolphins. Ele também foi projetado para ser a 27ª escolha do Dallas Cowboys.
Depois de cair sua projeção por causa de preocupações com seu caráter, os Cowboys negociaram com o New England Patriots, passando da 27ª para a 24ª posição para selecionar Bryant. Para a jogada, a equipe enviou uma escolha de terceiro round, que foi a 90ª escolha geral, enquanto recebia a escolha do draft da quarta rodada dos Patriots, que foi a 119ª escolha geral.
| Altura                      | Peso   | Comprimento do braço | Tamanho da mão | Corrida de 40 jardas | Corrida de 10 jardas | Corrida de 20 jardas | 20-ss  | 3-cone | Salto Vertical | Amplo  | BP            | Wonderlic |
| --------------------------- | ------ | -------------------- | -------------- | -------------------- | -------------------- | -------------------- | ------ | ------ | -------------- | ------ | ------------- | --------- |
| 1.88 m                      | 102 kg | 0.86 m               | 0,25 m         | 4.52 s               | 1.53 s               | 2.51 s               | 4.46 s | 7.10 s | 0,97 m         | 3.38 m | 14 repetições | 16        |
| Todos os valores do Pro Day |        |                      |                |                      |                      |                      |        |        |                |        |               |           |

### Dallas Cowboys

#### Temporada de 2010

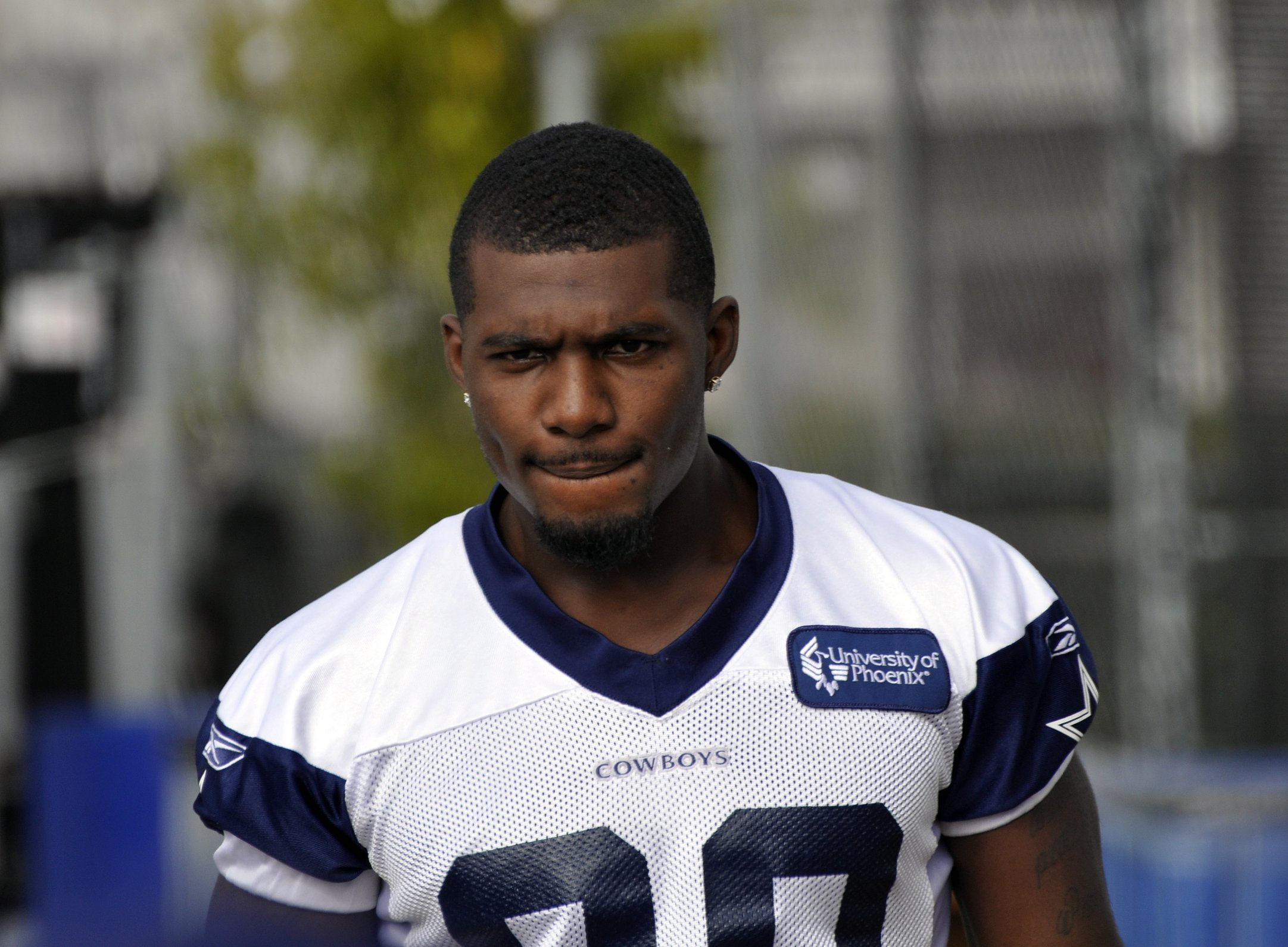
Bryant nos treinos em 2010

Bryant assinou com os Cowboys um contrato de cinco anos no valor de US $ 12,05 milhões e aproximadamente US $ 8,4 milhões garantidos em 22 de julho de 2010. Em 23 de julho de 2010, foi anunciado que Bryant usaria o número 88, o mesmo que o membro do Hall of Fame, Michael Irvin, e a lenda do Cowboys, Drew Pearson.
Ele fez sua estréia na NFL contra o Washington Redskins em 12 de setembro e teve oito recepções para 56 jardas. No jogo seguinte, ele teve um retorno para touchdown na derrota para 27-20 contra o Chicago Bears.
Em 17 de outubro, Bryant pegou sua primeira recepção para touchdown da NFL em um passe de 31 jardas de Tony Romo. Os Cowboys acabaram perdendo esse jogo por 24-21.
No Monday Night Football contra o New York Giants em 25 de outubro de 2010, Bryant pegou quatro passes para 54 jardas, dois deles para touchdowns e também retornou um punt de 93 jardas para um touchdown, tornando o maior retorno de punt de um jogador dos Cowboys desde o retorno de 98 jardas de Dennis Morgan durante a temporada de 1974 da NFL.
Em 15 de novembro de 2010, Bryant pegou três passes para 104 jardas e um touchdown, para se tornar o primeiro novato dos Cowboys com mais de 100 jardas desde Antonio Bryant.

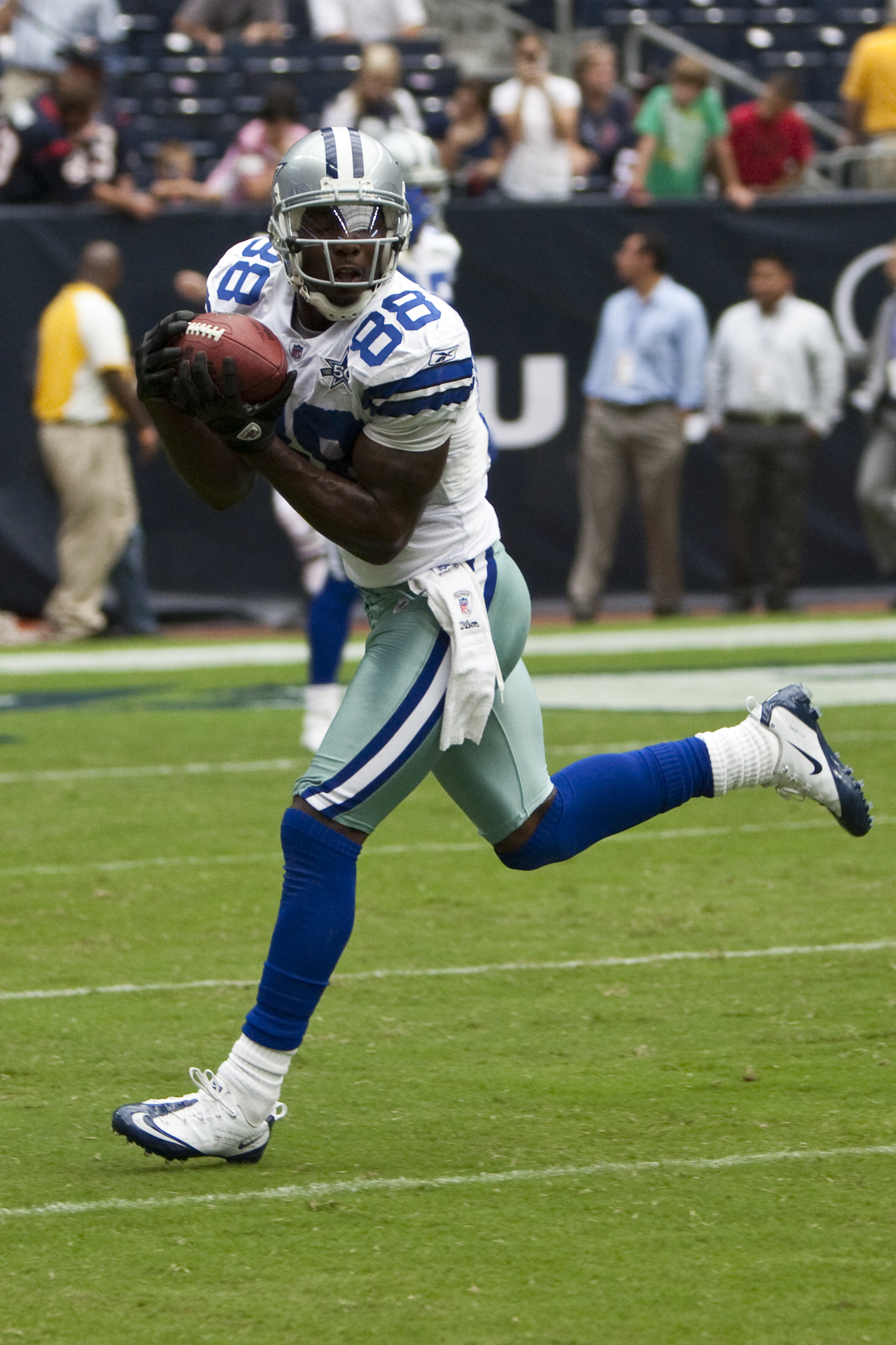
Dez Bryant em 2010 em um jogo contra o Houston Texans

Durante o quarto quarto da vitória dos Cowboys por 38-35 sobre os Colts, Bryant sofreu uma fratura no tornozelo depois de um choque com Kavell Conner. Ele foi colocado na lista de reservas e teve uma cirurgia no tornozelo fraturado. Ele deixou o jogo com uma recepção para 14 jardas e uma média de 35,7 jardas em três retornos.
No geral, Bryant terminou sua temporada de estreia com 45 recepções para 561 jardas e seis touchdowns. Ele foi nomeado para o Time dos Novatos da NFL na temporada de 2010.

#### Temporada de 2011
Com a saída de Roy Williams, Bryant ganhou a vaga de titular contra Miles Austin.
No primeiro jogo da temporada de 2011 contra o New York Jets, Bryant teve três recepções para 71 jardas e um touchdown. Dallas perdeu o jogo por 27-24.
Bryant perdeu o segundo jogo da temporada 2011 contra o San Francisco 49ers devido a lesão. Ele começou seu segundo jogo da temporada contra o Washington Redskins em um jogo do Monday Night Football. Jogando lesionado, Bryant conseguiu quatro recepções para 63 jardas nesse jogo, ajudando seu time a vencer.
No quarto jogo da temporada contra o Detroit Lions, Bryant fez três recepções para 37 jardas e dois touchdowns na derrota de seu time. Seu jogo de dois touchdown marcou apenas a segunda vez em sua carreira com múltiplos touchdowns em um jogo.
Na semana 7 da temporada regular de 2011, o Dallas Cowboys enfrentou o St. Louis Rams no Cowboys Stadium. Bryant teve o jogo mais produtivo de temporada, fazendo cinco recepções para 90 jardas e um touchdown, ajudando sua equipe a chegar a uma vitória.  O melhor jogo de Bryant da temporada foi ofuscado pelo seu companheiro de equipe, DeMarco Murray. 
Na semana seguinte, contra o Seattle Seahawks, Bryant registrou quatro recepções para 76 jardas em 9 recepções. Bryant também se atrapalhou e sofreu um fumble pela primeira vez em sua carreira, ele sofreu o fumble perto da linha de 1 jardas do adversário. Os Cowboys venceram o Seahawks por 23-13.
No meio da temporada, Bryant teve 26 recepções para 443 jardas e quatro touchdowns em seis jogos como titular. Da mesma forma, em 2010, no meio da temporada, Bryant teve 38 recepções para 435 e três touchdowns em duas partidas como titular.
Bryant terminou a temporada com 63 recepções para 928 jardas e 9 touchdowns.

#### Temporada de 2012
Bryant teve 85 jardas em 4 recepções (média de 21,3 jardas) na vitória por 24-17 contra o New York Giants na abertura da temporada. Nos dois jogos seguintes, Bryant fez um total de apenas 79 jardas em 9 recepções e nenhum touchdown. Dallas perdeu o jogo na semana 2 contra o Seattle Seahawks e venceu na semana 3 contra o Tampa Bay Buccaneers.
Na semana 4 em uma derrota de 34-18 para o Chicago Bears, Bryant teve 105 jardas em oito recepções, sem touchdowns. Isso marcou o quarto jogo consecutivo da temporada sem um touchdown.
Bryant pegou seu primeiro e segundo touchdowns da temporada em uma derrota na semana 6 para o Baltimore Ravens. Com 32 segundos restantes no jogo, Dez pegou um passe de touchdown do quarterback Tony Romo para levar o placar para 31-29. Após uma falha na conversão de dois pontos, o Dallas recuperou um onside kick e teve uma última oportunidade para ganhar o jogo. O Kicker Dan Bailey tentou um field goal de 51 jardas, mas errou e o jogo terminou em 31-29.
Bryant teve duas recepções para 14 jardas na vitória da semana 7 contra o Carolina Panthers. Durante os meses de setembro e outubro, ele estava sendo criticado pela mídia por deixar cair bolas, fumble e administrar rotas ruins, mas ele voltou a jogar bem em um jogo da semana 8 contra o New York Giants, quando ele registrou 110 jardas em apenas 5 recepções (média de 22.0).
Bryant teve uma recepção de 15 jardas contra o Atlanta Falcons em uma derrota de 19-13. Contra o Eagles, ele acumulou 87 jardas em três recepção, com um touchdown. Nas semanas 9 e 10, ele teve 102 jardas em quatro recepções e um touchdown.
Na semana 11 contra o Cleveland Browns, Bryant fez 12 recepções para 145 jardas, quebrando a marca de seu melhor desempenho pessoal de 110 jardas durante a semana 8 contra os Giants. Suas 12 recepções ficaram aquém de suas 13 na semana 6 contra os Ravens.
Contra o New Orleans Saints em uma derrota na semana 16, ele teve o melhor jogo de sua carreira até então, com nove recepções para 224 jardas (a quarta maior na história do time) e dois touchdowns. Ele empatou o recorde da franquia de mais jogos consecutivos (sete) com pelo menos uma recepção para touchdown, que é compartilhada com Franklin Clarke (1961-1962), Bob Hayes (1965-1966) e Terrell Owens (2007).
No último jogo da temporada, Bryant teve quatro recepções para 71 jardas, perdendo para o Washington Redskins. Desde a semana 10 de 2012, Bryant acumulou 879 jardas e 10 touchdowns em 50 recepções (17,6 jardas média).
Bryant terminou a temporada de 2012 com 92 recepções para 1.382 jardas e 12 touchdowns; estes ficaram em décimo, sexto e terceiro lugar, respectivamente, entre todos os receptores.
Ele sofreu várias lesões durante a segunda metade da temporada. Ele machucou o dedo no início de dezembro, optando por jogar lesionado durante a temporada, dizendo que os adversários "teriam que quebrar a minha perna para me manter fora".  Ele saiu no quarto quarto do último jogo da temporada contra os Redskins com uma lesão nas costas. O treinador Jason Garrett afirmou após o jogo que Bryant "mal podia andar", com a lesão.
Ele foi classificado em 35º por seus companheiros jogadores no NFL Top 100 Players de 2013.

#### Temporada de 2013
A temporada de 2013 de Bryant começou com quatro recepções para 22 jardas em uma vitória sobre os New York Giants. Bryant teve 9 recepções por 141 jardas e um touchdown em uma derrota na semana 2 contra Kansas City Chiefs.
Ao longo das próximas duas semanas, Bryant teve 10 recepções para 119 jardas com três touchdowns em uma vitória por 31-7 contra o St. Louis Rams e uma derrota por 30-21 para o San Diego Chargers.
Na semana 5, em uma derrota por 51-48 para o Denver Broncos, Bryant teve seis recepções para 141 jardas e dois touchdowns. Em 20 de outubro, ele teve oito recepções para 110 jardas na vitória por 17-3 sobre o Philadelphia Eagles. No jogo seguinte, uma derrota por 31-30 para o Detroit Lions, ele teve 72 jardas e dois touchdowns.
Em uma derrota na semana 15 para o Green Bay Packers, Bryant terminou com 11 recepções para 153 jardas com um touchdown. Dallas perdeu o jogo por 37-36.
Bryant terminou a temporada com 93 recepções e 13 touchdowns, números mais altos da carreira, e 1.231 jardas. Estes números o fizeram ficaram em oitavo lugar em recepções, 13 em jardas e terceiro em touchdowns entre todos os receptores. Bryant foi selecionado para o seu primeiro Pro Bowl.
Ele foi classificado em 25º por seus colegas jogadores no NFL Top 100 Players de 2014.

#### Temporada de 2014
Entrando no último ano de seu contrato de novato, Bryant conseguiu ter o ano mais produtivo de sua carreira. Ele pegou 88 passes para 1.320 jardas e 16 touchdowns, ele liderou a NFL e quebrou o recorde da franquias de Terrell Owens de 15 recepções para touchdown. Como resultado, ele foi selecionado para sua segunda aparição consecutiva no Pro-Bowl e foi escolhido para o primeiro time All-Pro.?
Romo se machucou durante a temporada mas acabou voltando para jogar os seis jogos restantes. Nesses jogos, Bryant teve 32 recepções para 527 jardas e oito touchdowns. Ele recebeu o prêmio de Jogador Ofensivo da Semana da NFC da Semana 15.
Durante este período, Dallas estava com um recorde de 5-1 e terminou com um recorde de 12-4. Bryant terminou com 88 recepções para 1,320 metros e 16 touchdowns. Foi sua terceira temporada consecutiva com touchdowns de dois dígitos.
Os Cowboys foram para os playoffs pela primeira vez desde 2009 e Bryant jogou em seu primeiro jogo dos playoffs contra o Detroit Lions. Em uma luta defensiva, Bryant teve dupla marcação durante a maior parte do jogo e não teve uma noite produtiva. No entanto, depois de alguns ajustes no segundo tempo pelos Cowboys, o ataque de Dallas aproveitou a atenção adicional para Bryant e começou a mover a bola com freqüência pelo ar, visando os colegas de Bryant no corpo de recebedores e os Cowboys venceram por 24-20.
Na rodada divisional, os Cowboys perderam para o Green Bay Packers por 26-21. O jogo é conhecido por uma marcação polêmica que reverteu um passe completo de 31 jardas para Bryant. Embora Bryant, marcado por Sam Shields, tenha pego a bola com os dois pés descendo nos limites, Bryant sacudiu a bola enquanto se esticava em direção à linha de 1 jarda. Os árbitros, inicialmente, decidiram que Bryant caiu na linha de 1 jarda, mas reverteu essa decisão e marcou a jogada como passe incompleto depois de um desafio do técnico Mike McCarthy. Bryant disse após o jogo que ele acreditava que era uma pegadinha e queria saber o motivo dessa decisão.
Ele foi classificado em 15º por seus colegas jogadores no NFL Top 100 Players de 2015.

#### Temporada de 2015

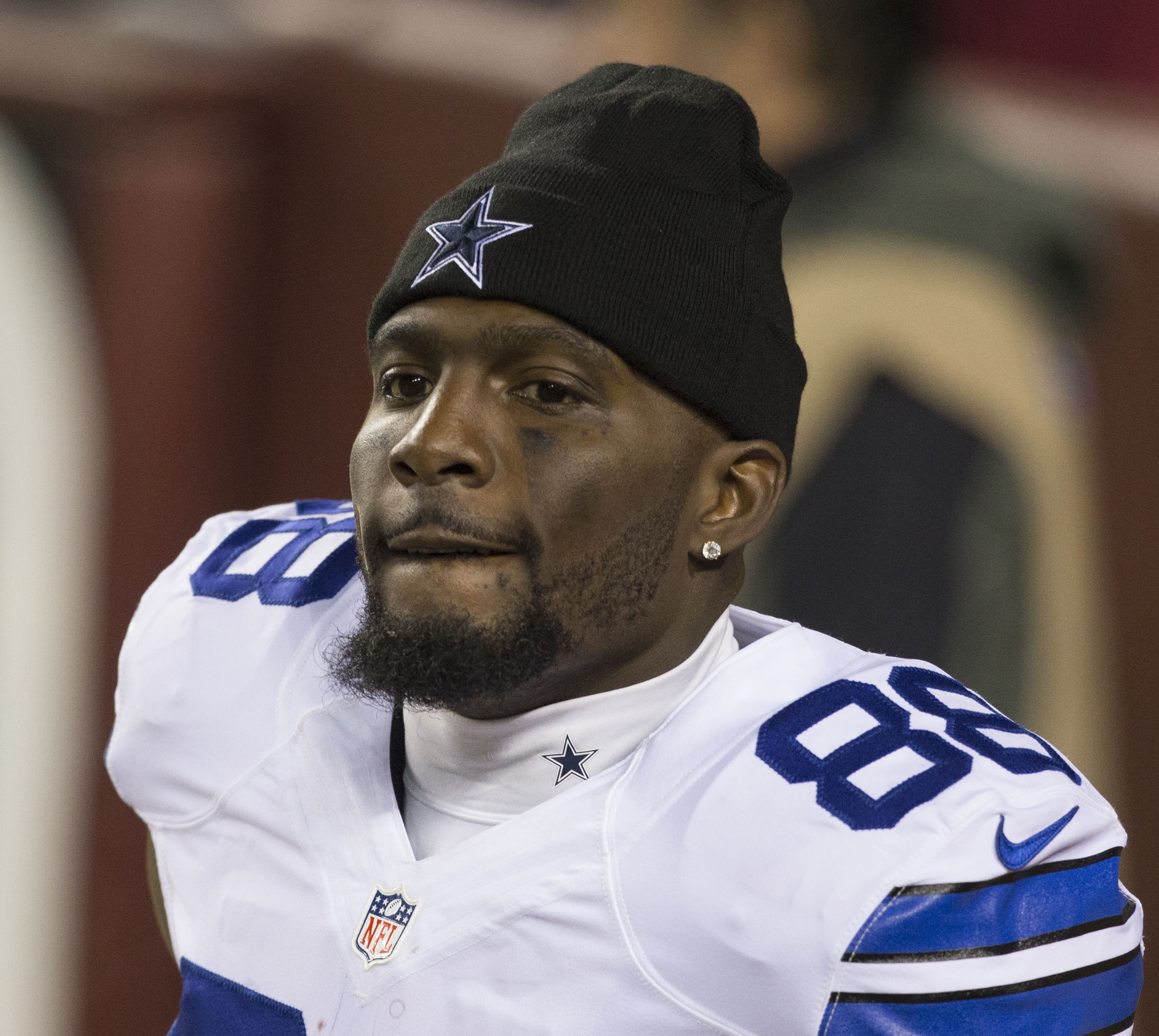
Dez Bryant em 2015

Em 3 de março de 2015, Cowboys colocou a opção de franchise tag não exclusiva, no valor de US $ 12,823 milhões no contrato de Bryant. Em 15 de julho de 2015, Bryant e os Cowboys chegaram a um acordo sobre um contrato de cinco anos no valor de US $ 70 milhões, que incluía US $ 45 milhões garantido e um bônus de assinatura de US $ 20 milhões.
Durante o Sunday Night Football contra os Giants em 13 de setembro de 2015, Bryant deixou o jogo com uma lesão no pé. Um raio-x revelou uma fratura no pé que exigiu cirurgia. O tempo de recuperação da lesão de Bryant foi de 4 a 6 semanas.
Ele retornou na semana 8 contra o Seattle Seahawks e recebeu 2 recepções para 12 jardas em uma derrota por 13-12 no AT&T Stadium. Semana 9 contra o Philadelphia Eagles, Bryant pegou seu primeiro touchdown da temporada, ele ainda fez 5 recepções para 104 jardas.
Limitado a 9 jogos em 2015, Bryant teve 401 jardas e 3 touchdowns. Ele ficou em 51º lugar no Top 100 Players da NFL de 2016. Em 6 de janeiro de 2016, ele passou por cirurgias no pé e no tornozelo.
Na temporada, Bryant vendeu a maior parte das mercadorias de wide receiver e foi o 5ª maior garoto propraganda atrás de Tom Brady, Peyton Manning, Russell Wilson e Aaron Rodgers.

#### Temporada de 2016

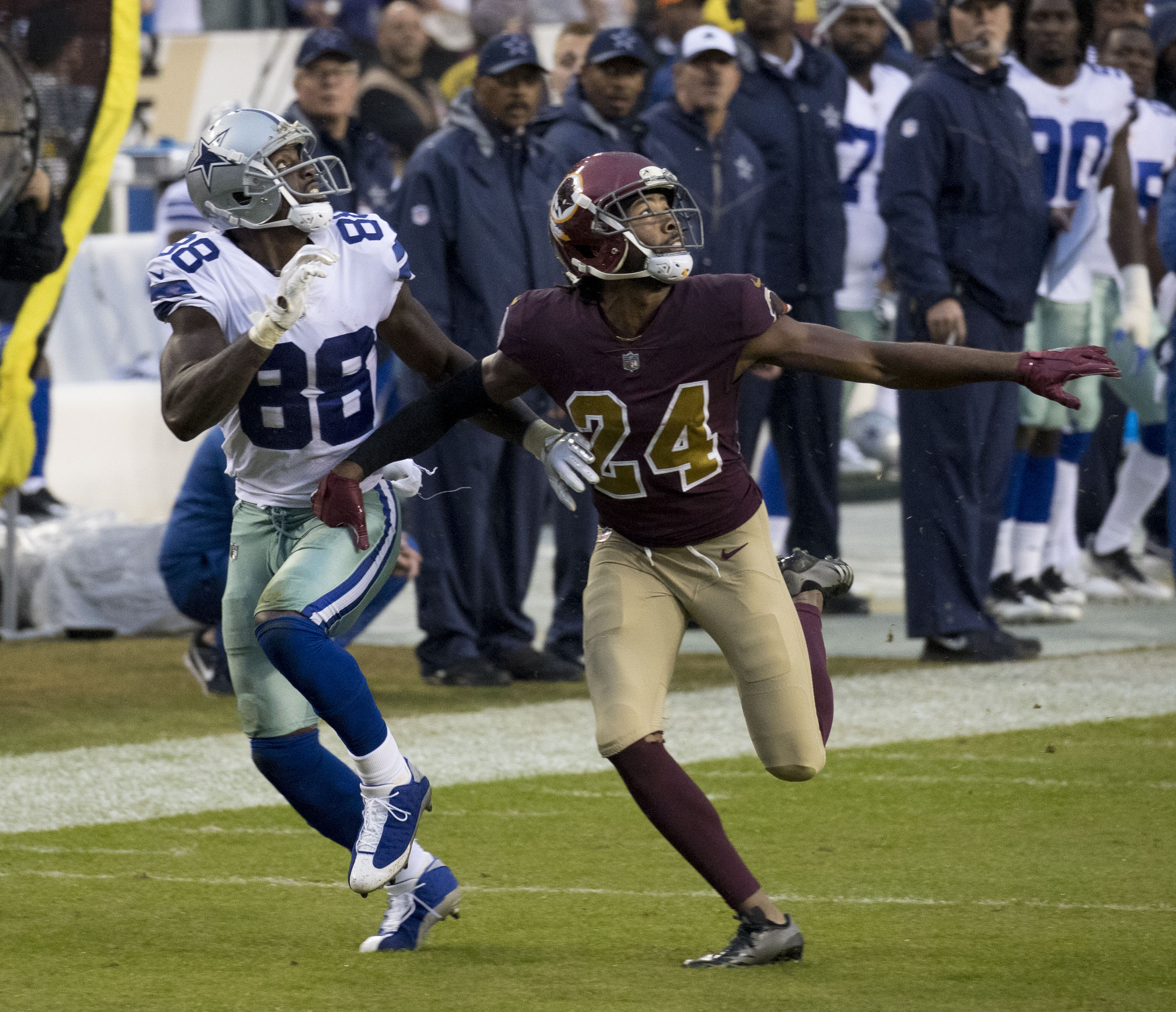
Bryant sendo marcado por Josh Norman em um jogo contra o Washington Redskins

Os Cowboys estavam otimistas para retornar aos playoffs na temporada de 2016, quando Romo teve uma lesão na clavícula mas a adição do quarterback Dak Prescott e do running back, Ezekiel Elliott, gerou expectativas.
A temporada de Bryant foi interrompida depois que ele sofreu uma fratura no joelho na semana 3 contra o Chicago Bears. Ele retornou na semana 8 para terminar a segunda metade da temporada contabilizando 50 recepções para 796 jardas e oito touchdowns. O melhor desempenho de Bryant no ano veio na pós-temporada contra o Green Bay Packers na rodada divisional da NFC, onde ele registrou 9 recepções para 132 jardas e 2 touchdowns em uma derrota por 34-31.
Depois que o Atlanta Falcons avançou para o Super Bowl LI, Bryant foi nomeado para o Pro Bowl pela terceira vez em sua carreira, substituindo Julio Jones. Ele também ficou em 60º lugar no Top 100 Players da NFL de 2017.

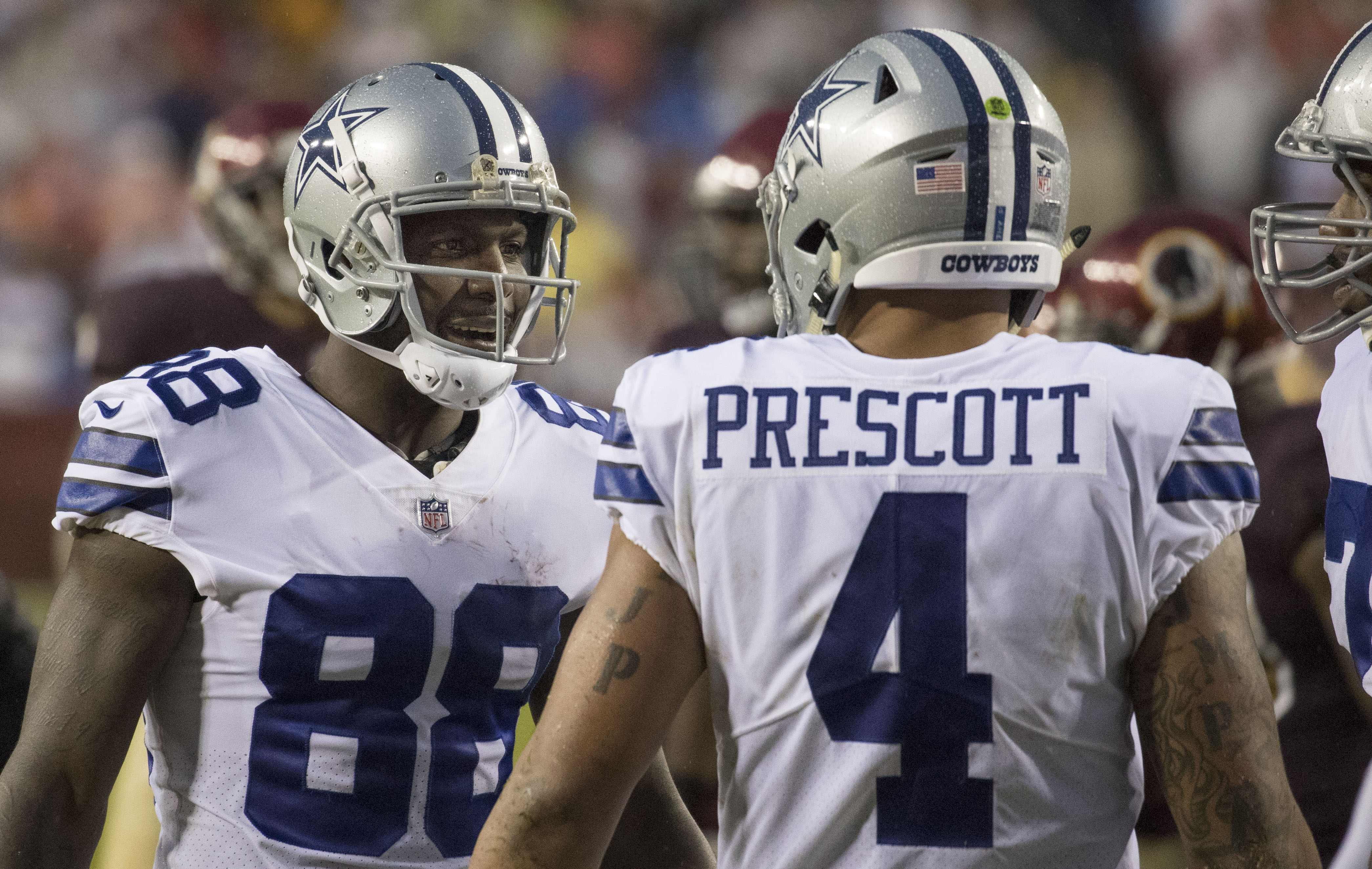
Bryant e Prescott em 2017

#### Temporada de 2017
Bryant começou a temporada de 2017 com duas recepções por 43 jardas contra o New York Giants. Durante a semana 9 contra o Kansas City Chiefs, Bryant torceu o tornozelo e ficou de fora do resto do jogo. No entanto, os Cowboys venceram por 28-17.
Em 30 de novembro, Bryant quebrou o recorde de franquias dos Cowboys de touchdowns.
No geral, ele terminou a temporada de 2017 com 69 recepções para 838 jardas e seis touchdowns.
Os Cowboys dispensaram Bryant em 13 de abril de 2018, após oito temporadas com a equipe.

### New Orleans Saints
Em 7 de novembro de 2018, nove semanas após o começo da temporada de 2018, Bryant concordou em assinar um contrato de um ano, valendo US$ 1,25 milhões com o New Orleans Saints. Dois dias após a assinatura do contrato com os Saints, Bryant rompeu o seu tendão de aquiles durante um treino. Ele foi colocado na lista de reserva de machucados no dia seguinte, encerrando sua temporada sem ter jogado uma única partida pelos Saints.

### 2019
Em outubro de 2019, Bryant afirmou que estava treinando se realibitando para a temporada de 2019. Ele disse que não planeja se aposentar e queria voltar a jogar futebol americano em 2019, mas não conseguiu assinar com nenhum time.

### Baltimore Ravens
Em 27 de outubro de 2020, Bryant assinou um contrato com o Baltimore Ravens, sendo adicionado ao time de treinamento (practice squad). Ele foi elevado para o elenco ativo do time em 7 de novembro e duas semanas mais tarde, ele foi a campo pela primeira vez em quase três anos, contra o Indianapolis Colts e depois o Tennessee Titans, mas voltou para o time de treinamento logo em seguida. Contra os Titans, Bryant fez sua primeira recepção desde 2017, termiando o jogo com quatro recepções para 28 jardas. He was promoted to the active roster on November 28. Pouco antes da semana 13, contra o Dallas Cowboys, seu antigo time, Bryant testou positivo para COVID-19 e acabou perdendo o jogo. Ele foi colocado na lista de reserva de Covid em 10 de dezembro de 2020, sendo reativado na equipe cinco dias depois. Na semana 15, numa partida contra o Jacksonville Jaguars, Bryant fez uma recepção de 11 jardas para touchdown, seu primeiro desde 2017, na vitória dos Ravens por 40 a 14. Na semana seguinte, ele fez uma recepção de oito jardas para touchdown num jogo contra o New York Giants. Ele terminou a temporada regular de 2020 com seis recepções, 47 jardas e dois TDs de recepção. Bryant foi dispensado assim que o ano acabou.

## Estatísticas da carreira
| Legenda | Legenda                  |
| ------- | ------------------------ |
|         | Liderou a liga           |
| Negrito | Melhor marca da carreira |

### Temporada regular
| Ano      | Time     | Jogos      | Jogos   | Recebendo                   | Recebendo                   | Recebendo                   | Recebendo                   | Recebendo                   | Correndo                    | Correndo                    | Correndo                    | Correndo                    | Correndo                    | Returno                     | Returno                     | Returno                     | Returno                     | Returno                     | Fumbles                     | Fumbles                     |
| Ano      | Time     | Disputados | Titular | Rec                         | Jardas                      | Média                       | Lng                         | TD                          | Ten                         | Jardas                      | Média                       | Lng                         | TD                          | Ret                         | Jardas                      | Média                       | Lng                         | TD                          | Fum                         | Perdidos                    |
| -------- | -------- | ---------- | ------- | --------------------------- | --------------------------- | --------------------------- | --------------------------- | --------------------------- | --------------------------- | --------------------------- | --------------------------- | --------------------------- | --------------------------- | --------------------------- | --------------------------- | --------------------------- | --------------------------- | --------------------------- | --------------------------- | --------------------------- |
| 2010     | DAL      | 12         | 2       | 45                          | 561                         | 12,5                        | 46                          | 6                           | 1                           | 0                           | 0,0                         | 0                           | 0                           | 27                          | 508                         | 18,8                        | 93E                         | 2                           | 1                           | 1                           |
| 2011     | DAL      | 15         | 13      | 63                          | 928                         | 14,7                        | 50E                         | 9                           | 1                           | 5                           | 5,0                         | 5                           | 0                           | 18                          | 158                         | 8,8                         | 26                          | 0                           | 3                           | 1                           |
| 2012     | DAL      | 16         | 14      | 92                          | 1 382                       | 15,0                        | 85E                         | 12                          | 2                           | −5                          | −2,5                        | 6                           | 0                           | 12                          | 66                          | 5,5                         | 44                          | 0                           | 5                           | 2                           |
| 2013     | DAL      | 16         | 16      | 93                          | 1 233                       | 13,3                        | 79                          | 13                          | 1                           | 1                           | 1,0                         | 1                           | 0                           | —                           | —                           | —                           | —                           | —                           | 3                           | 1                           |
| 2014     | DAL      | 16         | 16      | 88                          | 1 320                       | 15,0                        | 68E                         | 16                          | —                           | —                           | —                           | —                           | —                           | —                           | —                           | —                           | —                           | —                           | 0                           | 0                           |
| 2015     | DAL      | 9          | 9       | 31                          | 401                         | 12,9                        | 51                          | 3                           | —                           | —                           | —                           | —                           | —                           | —                           | —                           | —                           | —                           | —                           | 0                           | 0                           |
| 2016     | DAL      | 13         | 13      | 50                          | 796                         | 15,9                        | 56                          | 8                           | —                           | —                           | —                           | —                           | —                           | —                           | —                           | —                           | —                           | —                           | 1                           | 1                           |
| 2017     | DAL      | 16         | 16      | 69                          | 838                         | 12,1                        | 50                          | 6                           | 1                           | −4                          | −4,0                        | −4                          | 0                           | —                           | —                           | —                           | —                           | —                           | 1                           | 1                           |
| 2018     | NO       | 0          | 0       | Não jogou devido a contusão | Não jogou devido a contusão | Não jogou devido a contusão | Não jogou devido a contusão | Não jogou devido a contusão | Não jogou devido a contusão | Não jogou devido a contusão | Não jogou devido a contusão | Não jogou devido a contusão | Não jogou devido a contusão | Não jogou devido a contusão | Não jogou devido a contusão | Não jogou devido a contusão | Não jogou devido a contusão | Não jogou devido a contusão | Não jogou devido a contusão | Não jogou devido a contusão |
| 2020     | BAL      | 6          | 0       | 6                           | 47                          | 7,8                         | 16                          | 2                           | —                           | —                           | —                           | —                           | —                           | —                           | —                           | —                           | —                           | —                           | 0                           | 0                           |
| Carreira | Carreira | 118        | 99      | 537                         | 7 506                       | 14,0                        | 85E                         | 75                          | 6                           | −3                          | −0,5                        | 6                           | 0                           | 57                          | 732                         | 12,8                        | 93E                         | 2                           | 14                          | 7                           |

## Vida pessoal
Bryant teve uma educação problemática, nascido de uma mãe de 15 anos que foi presa por tráfico de cocaína quando Bryant tinha oito anos de idade. Ele morou em oito casas diferentes enquanto estudava na Lufkin High School. Bryant tem dois filhos, Zayne e Dez, Jr.
Bryant foi processado em março de 2011 por US $ 861.350 por honorários legais e pelo custo de jóias, que ele adquiriu a crédito enquanto atleta estudantil. O caso foi resolvido antes de processos judiciais entre US $ 400.000 e US $ 500.000.
Em 16 de julho de 2012, Bryant foi preso em uma acusação de violência doméstica por supostamente ter atingido sua mãe biológica, Angela Bryant. Em março de 2013, Bryant falou em um evento chamado: Dallas Men Against Abuse. No evento, ele declarou: "Não faço mais abuso doméstico". 
Em 28 de agosto de 2014, Bryant lançou sua linha oficial de marca e vestuário chamada: ThrowUpTheX.
Em 22 de junho de 2016, Bryant foi processado pelo senador do estado do Texas, Royce West, por danificar uma casa alugada em DeSoto, Texas. Danos à casa de aluguel totalizaram mais de US $ 60.000.